# Concattedrale di Maria Santissima Assunta e Santo Stefano Vescovo
La concattedrale di Maria Santissima Assunta e Santo Stefano Vescovo è il principale luogo di culto cattolico di Caiazzo, in provincia di Caserta. Cattedrale fino al 1986 della diocesi di Caiazzo, attualmente è concattedrale della diocesi di Alife-Caiazzo.

## Storia
Secondo gli studiosi Ottaviano Melchiori e Pasquale Iadone (1762-1838) la chiesa era stata edificata su un tempio pagano, forse dedicato a Giove o Marte, in quanto nei capitelli delle colonne che sostenevano l'alta fabbrica erano visibili delle figure profane. Iadone aggiunge che, quando la cattedrale fu restaurata dai vescovi Vigilante e Piperni, quelle colonne furono rivestite di fabbrica per meglio sostenere la volta della navata centrale.
La chiesa fu ristrutturata più volte nel corso dei secoli e le prime trasformazioni risalgono al X secolo, quando Caiazzo divenne diocesi, e al periodo della dominazione normanna.
Il 30 settembre 1986, in forza del decreto Instantibus votis della Congregazione per i vescovi, le due sedi di Alife e Caiazzo, già unite in persona episcopi l'8 aprile 1978, sono state unite con la formula plena unione e la nuova circoscrizione ecclesiastica ha assunto il nome attuale. Contestualmente la cattedrale di Caiazzo ha assunto il titolo di concattedrale della nuova diocesi.
La concattedrale è stata elevata alla dignità di basilica minore il 29 ottobre 2013 dal cardinale Angelo Comastri.

## Descrizione
La facciata esterna della chiesa è caratterizzata da un piano inferiore con i portali rispondenti alle navate e con un piano superiore sopraelevato in corrispondenza della navata centrale. La facciata è ripartita dalle lesene con alette laterali e relative basi e capitelli sui quali si profilano gli elementi della trabeazione. Al centro del timpano spezzato è posto lo stemma vescovile.
L'interno è a pianta longitudinale, a croce latina, suddivisa in tre navate con cappelle laterali. La navata è coperta da una volta a botte ed è composta di tre campate i cui archi poggiano su pilastri decorati, mentre la coppia di lesene sorregge la trabeazione che si sviluppa lungo tutto il perimetro dell'aula. Sul transetto si sviluppa la cupola con finestroni che all'esterno presenta l'estradosso gradinato e terminante con una lanterna rivestita di maioliche. Le due navate laterali, più basse e strette, presentano una copertura con volta a crociera costolonata.